# Axel Tuanzebe
Axel Tuanzebe (ur. 14 listopada 1997 w Buni) – kongijski piłkarz angielskiego pochodzenia, występujący na pozycji obrońcy w angielskim klubie Ipswich Town.
Wychowanek Manchester United. Młodzieżowy reprezentant Anglii..

## Kariera klubowa
Urodzony w mieście Bunia w Demokratycznej Republice Konga, Tuanzebe dorastał w Rochdale, nieopodal Manchesteru. W juniorskiej drużynie zadebiutował w Milk Cup w 2013 roku. W 2015 otrzymał nagrodę Jimmy Murphy Young Player of the Year.
31 października 2015 roku Tuanzebe znalazł się po raz pierwszy na ławce rezerwowych w spotkaniu przeciwko Crystal Palace. Tuanzebe zadebiutował w seniorskim zespole 29 stycznia 2017 roku w spotkaniu z Wigan Athletic. W 68 minucie zmienił Timothy Fosu-Mensaha, a United wygrało to spotkanie 4:0. W Premier League zadebiutował 7 maja 2017 roku w meczu przeciwko Arsenalowi F.C. przegranym przez Manchester United 2:0, rozgrywając całe 90 minut spotkania.
25 stycznia 2018 roku został wypożyczony do Aston Villi. 6 sierpnia tego samego roku ponownie udał się na wypożyczenie do Aston Villi. 8 sierpnia 2021 roku po raz trzeci został wypożyczony do Aston Villi.

## Statystyki

### Klubowe
(aktualne na dzień 1 lipca 2023)
| Klub               | Sezon              | Liga               | Liga  | Liga   | Puchar krajowy | Puchar krajowy | Puchar ligi | Puchar ligi | Europa | Europa | Inne  | Inne   | Suma  | Suma   |
| Klub               | Sezon              | Liga               | Mecze | Bramki | Mecze          | Bramki         | Mecze       | Bramki      | Mecze  | Bramki | Mecze | Bramki | Mecze | Bramki |
| ------------------ | ------------------ | ------------------ | ----- | ------ | -------------- | -------------- | ----------- | ----------- | ------ | ------ | ----- | ------ | ----- | ------ |
| Manchester United  | 2015/16            | Premier League     | 0     | 0      | 0              | 0              | 0           | 0           | 0      | 0      | –     | –      | 0     | 0      |
| Manchester United  | 2016/17            | Premier League     | 4     | 0      | 1              | 0              | 0           | 0           | 0      | 0      | 0     | 0      | 5     | 0      |
| Manchester United  | 2017/18            | Premier League     | 1     | 0      | 0              | 0              | 1           | 0           | 1      | 0      | 0     | 0      | 3     | 0      |
| Aston Villa (wyp.) | 2017/18            | Championship       | 5     | 0      | 0              | 0              | 0           | 0           | –      | –      | 0     | 0      | 5     | 0      |
| Aston Villa (wyp.) | 2018/19            | Championship       | 25    | 0      | 0              | 0              | 2           | 0           | –      | –      | 3     | 0      | 30    | 0      |
| Manchester United  | 2019/20            | Premier League     | 5     | 0      | 0              | 0              | 2           | 0           | 3      | 0      | –     | –      | 10    | 0      |
| Manchester United  | 2020/21            | Premier League     | 9     | 0      | 1              | 0              | 1           | 0           | 8      | 0      | –     | –      | 19    | 0      |
| Aston Villa (wyp.) | 2021/22            | Premier League     | 9     | 0      | 0              | 0              | 2           | 0           | –      | –      | –     | –      | 11    | 0      |
| SSC Napoli (wyp.)  | 2021/22            | Serie A            | 1     | 0      | 1              | 0              | –           | –           | 0      | 0      | –     | –      | 2     | 0      |
| Stoke City (wyp.)  | 2022/23            | Championship       | 4     | 0      | 1              | 0              | –           | –           | –      | –      | –     | –      | 5     | 0      |
| Ogólnie w karierze | Ogólnie w karierze | Ogólnie w karierze | 63    | 0      | 4              | 0              | 8           | 0           | 12     | 0      | 3     | 0      | 90    | 0      |

## Sukcesy

### Indywidualnie
- Jimmy Murphy Young Player of the Year: 2014–15